# Rhapsody (cruise-ferry)
Pour les articles homonymes, voir Rhapsody.
Le Rhapsody est un cruise-ferry de la compagnie italienne Grandi Navi Veloci (GNV). Construit entre 1995 et 1996 par les Chantiers de l'Atlantique pour la Société nationale maritime Corse Méditerranée (SNCM), il portait à l'origine le nom de Napoléon Bonaparte. Mis en service en avril 1996 sur les lignes de la continuité territoriale entre le continent français et la Corse, il est alors le fleuron de la SNCM ainsi que le plus grand car-ferry sous pavillon français. Victime d'une importante avarie au mois d'octobre 2012 alors qu'il était désarmé à Marseille, le navire est immobilisé pendant près de deux ans. Finalement vendu au groupe MSC en 2014, il est rebaptisé Rhapsody et intègre la flotte de la filiale GNV. Tout d'abord exploité entre l'Italie et l'Albanie durant les étés 2015 et 2016, il est employé sur les lignes saisonnières reliant l'Italie continentale et la Sardaigne depuis 2017.

## Histoire

### Origines
Au début des années 1990, la direction de la Société nationale maritime Corse-Méditerranée (SNCM) fait le constat que le car-ferry Napoléon est de moins en moins adapté aux lignes de la continuité territoriale entre le continent et la Corse. En dépit d'une refonte en 1989, ce navire, en service depuis 1976, ne correspond plus à l'évolution de la clientèle. Selon la convention régissant les principes de la continuité territoriale, la durée de vie retenue des car-ferries desservant la Corse est d'environ seize ans, bien que le Napoléon puisse être exploité pour au moins quatre ans encore avant que les coûts d'exploitation ne deviennent de plus en plus élevés et le navire inadapté au trafic. C'est dans ce cadre que la SNCM prendra la décision de transférer le Napoléon à temps plein sur les lignes vers le Maghreb tandis qu'un navire neuf lui succèdera sur la Corse. En plus de se prémunir contre son obsolescence, le remplacement du Napoléon permettrait à la SNCM d'anticiper la fin de la convention de service public pour la desserte de la Corse prévue pour l'année 2001. Ainsi, le projet de construction d'une nouvelle unité est mis à l'étude. Après analyse du marché, il en ressort que la clientèle privilégie de plus en plus les traversées de nuit en cabine depuis Marseille vers les ports principaux d'Ajaccio et de Bastia au détriment de voyages de jour plus nombreux et plus rapides au départ de Nice. Ce même constat avait déjà été fait quelques années auparavant et avait d'ailleurs été un facteur déterminant dans la conception du Danielle Casanova et la transformation de l’Île de Beauté. Il apparaît également que la qualité des prestations et le confort constituent des critères de plus en plus prépondérants pour la clientèle. À l'issue de ce constat, les principales caractéristiques de la nouvelle unité sont arrêtées. Elles font état d'un navire gros porteur d'une capacité de 2 500 passagers et 700 véhicules et long d'environ 170 mètres, dimensions lui permettant d'accoster sans difficulté dans tous les ports corses, et plus particulièrement celui de Bastia. Une fois ces caractéristiques définies, la SNCM va ensuite commander une étude au constructeur finlandais Aker Finnyards qui lui sera rendue en novembre 1992. C'est à l'occasion de cette étude que le navire va être défini en profondeur. Elle résulte en la conception d'un navire aux lignes futuristes et dont les aménagements sont très inspirés des cruise-ferries de la mer Baltique. À l'inverse des précédents navires équipés d'installations plutôt fonctionnelles à la décoration classique, le nouveau car-ferry proposera à ses passagers des locaux d'une qualité jusqu'ici inconnue sur les lignes de la Corse. Ceux-ci sont en effet conçus de manière à être les plus spacieux et les plus lumineux possible, grâce à de très importantes surfaces vitrées de l'ordre d'environ 2 000 m2, et seront parés d'une décoration plus travaillée. Deux ponts leur seront consacrés, au lieu d'un seul jusqu'alors. Les dimensions exceptionnelles de ces aménagements seront particulièrement visibles à l'extérieur et conféreront au navire une allure très massive, ce qui se caractérisera également par une importante prise au vent. Il est notamment prévu que le navire soit équipé d'un grand bar sur deux niveaux, d'un bar panoramique, d'une galerie marchande, de quatre espaces de restauration, incluant, en plus des traditionnels snack, restaurant à la carte et self-service, un restaurant buffet. D'autres locaux plus inhabituels verront également le jour tels qu'une discothèque, un salon de lecture, mais aussi une piscine, une première depuis le Provence construit au temps de la CGTM. Devant les attentes de la clientèle privilégiant davantage les traversées en cabines privatives, la très grande majorité des installations du futur navire va ainsi se composer de cabines à quatre couchettes presque toutes équipées de sanitaires. Seule une poignée de cabines intérieures ne disposera que d'un lavabo et le nombre de places en fauteuil Pullman sera drastiquement réduit par rapport aux précédents navires. Tout comme le Danielle Casanova et l’Île de Beauté, le cruise-ferry proposera des suites dont le confort et la qualité sera là aussi bien supérieure, quatre d'entre elles seront même équipées d'un balcon. Sur le plan technique, le futur navire comportera un vaste garage central sur trois niveaux. Sa propulsion sera assurée par des moteurs conventionnels lui conférant tout de même une vitesse de 23 nœuds, soit la possibilité d'assurer un aller-retour quotidien entre le continent et la Corse.
Afin de convaincre les instances corses d'avaliser ce projet, la direction de la SNCM leur proposera en mai 1993 un voyage d'étude en mer Baltique à bord des gigantesques cruise-ferries des compagnies finlandaises Silja Line et Viking Line. Les membres de l'Office des transports visiteront notamment le Silja Europa, alors plus grand ferry du monde. Ce voyage aboutira à la validation du projet et en automne 1993, un appel d'offres international est lancé en vue de la construction du navire. Parmi les offres, celles portées par les Chantiers de l'Atlantique de Saint-Nazaire, qui a précédemment réalisé le Danielle Casanova, et le constructeur finlandais Kværner Masa-Yards vont rapidement se retrouver en concurrence. Si l'offre du chantier finlandais se révèle la plus intéressante en raison d'un coût bien moins élevé permis par d'importantes subventions, les vives réactions de la part de responsables politiques ainsi que du secteur de l'industrie navale française vont cependant inciter l'État à favoriser la construction du nouveau navire en France. Ainsi, à la suite de longues négociations concernant le prix contractuel défini par le montant des subventions dans la limite imposée par la réglementation européenne et un compromis entre la SNCM et le chantier quant à la date de livraison du navire, la commande est finalement passée le 24 février 1994. Devant succéder au Napoléon, le cruise-ferry est baptisé du nom de Napoléon Bonaparte. Il est le troisième navire desservant la Corse nommé d'après l'empereur.

### Construction

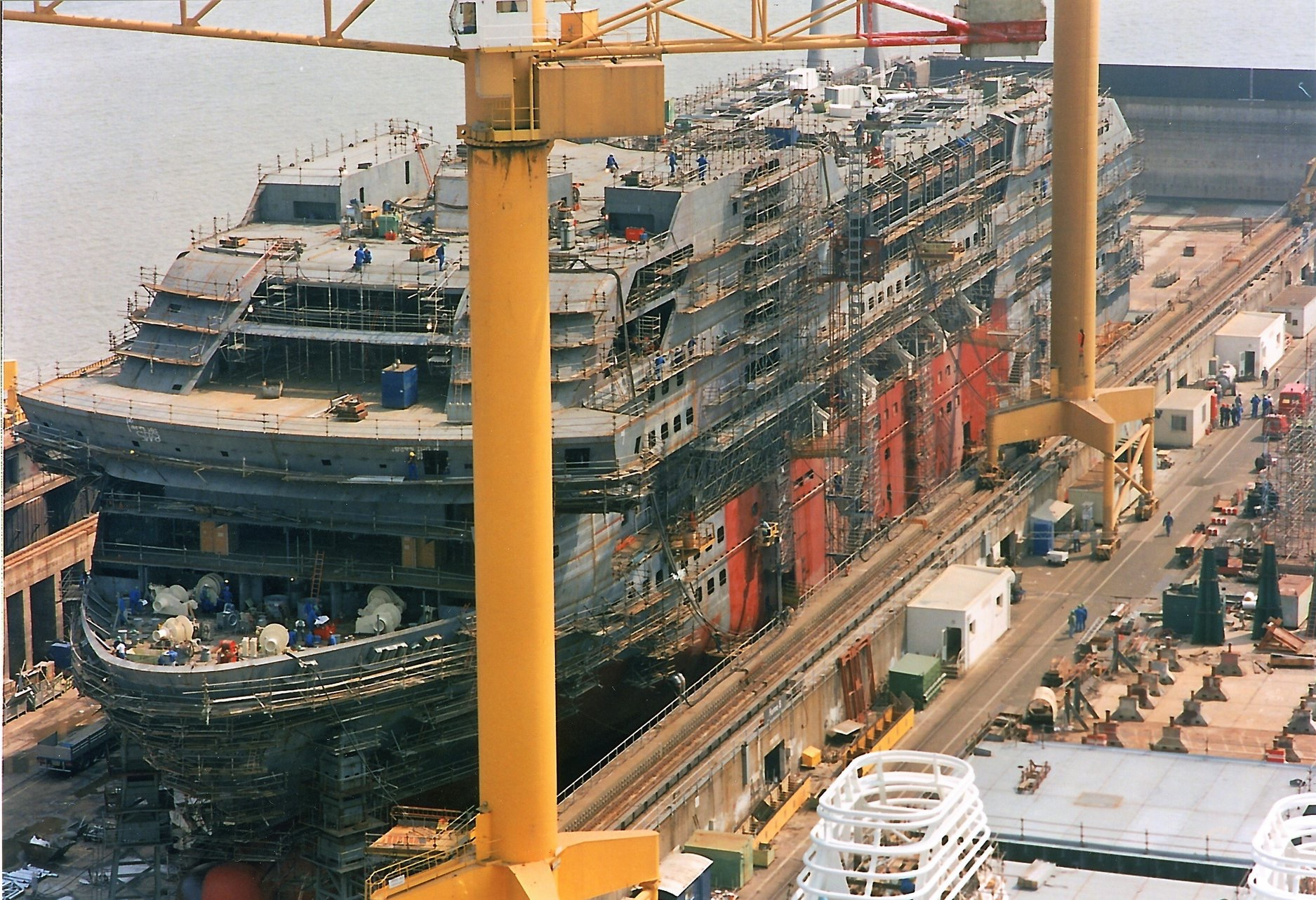
Le Napoléon Bonaparte en construction à Saint-Nazaire en 1995.

Après la découpe de la première tôle le 15 septembre 1994, la construction du Napoléon Bonaparte débute à Saint-Nazaire par la mise sur cale le 13 février 1995. En raison des caractéristiques exceptionnelles du navire et du délai de livraison, la construction se révèle être une entreprise périlleuse. Par rapport au Danielle Casanova, livré six ans plus tôt, le chantier du Napoléon Bonaparte représente le double en termes de temps de travail. Mais forts de leur savoir-faire, les Chantiers de l'Atlantique parviendront à respecter les délais. Après la mise à l'eau du navire le 16 septembre 1995 et la fin des travaux de finition, une première série d'essais en mer se déroulent du 8 au 10 mars 1996 autour de Belle-Île suivie d'une seconde le 23 mars. Le Napoléon Bonaparte est ensuite livré à la SNCM le 4 avril 1996. Cette date résulte d'un compromis entre les deux parties, la SNCM ayant à l'origine souhaité disposer du navire en décembre 1995 tandis que le chantier tablait sur une livraison pour juillet 1996. La construction du cruise-ferry coûtera au total plus d'un milliard de francs, coût dû à sa construction réalisée en France avec subventions, pour soutenir les Chantiers de l'Atlantique alors au bord de la faillite.

### Service

#### SNCM (1996-2014)

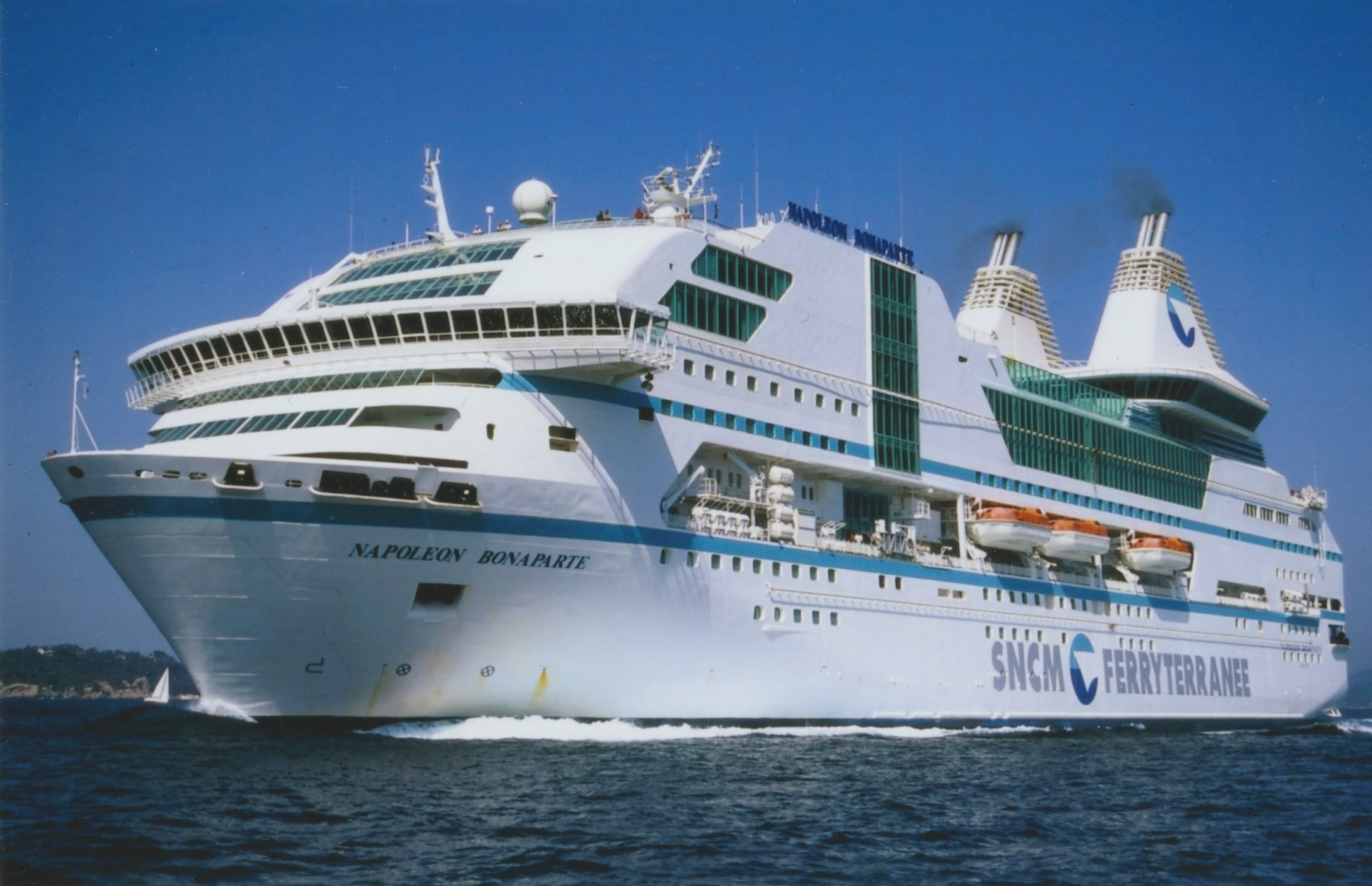
Le Napoléon Bonaparte sous l'ancienne livrée SNCM Ferryterranée dans le port de Toulon en 1996.

Le 10 avril 1996 à 21h45, le Napoléon Bonaparte, sous les ordres du commandant Chalmeau, quitte Saint-Nazaire pour rejoindre Marseille. Son départ est même salué par un feu d'artifice. Après quelques jours de navigation, le nouveau fleuron de la SNCM arrive à destination le 15 avril à 10h11, escorté à son entrée par deux bateaux pompes. En attendant sa mise en service, le navire effectue le 17 avril une escale à Nice où il est présenté aux autorités locales. Quelques jours plus tard, le 20 avril, le cruise-ferry assure le convoyage vers la Tunisie de la caravane du Rallye Optic 2000. Le navire assurera par la suite le transport des participants de ce rallye jusqu'en 2002. De retour de Tunis le 22 avril, le Napoléon Bonaparte est présenté au personnel de la SNCM, puis le lendemain aux autorités marseillaises. Le navire rejoint ensuite la Corse où il est baptisé le 25 avril, à Ajaccio, son port d'attache, par Monseigneur Lacrampe, évêque de la ville. Sa Marraine est Mme Josette Pons, épouse du ministre des transports Bernard Pons. Le cruise-ferry appareille ensuite pour une sortie en mer au large des Îles Sanguinaires en compagnie du Danielle Casanova, venu de Bastia pour l'occasion, ainsi que le nouveau NGV Asco, lui aussi tout juste sorti des chantiers. Le lendemain après une mini-croisière entre Ajaccio et Bastia, le Napoléon Bonaparte quitte l'île de Beauté dans la soirée pour son premier voyage commercial à destination de Marseille. Le navire entame ainsi sa carrière au service de la continuité territoriale entre la Corse et le continent. Positionné essentiellement sur la desserte d'Ajaccio et Bastia, il remplace sur cet axe l'ancien Napoléon qui est pour sa part transféré sur les lignes internationales entre Marseille, l'Algérie et la Tunisie.
En 1997, au cours de son arrêt technique effectué à Marseille du 18 novembre au 18 décembre au sein de la forme 10, les pales des hélices sont remplacées en raison de bruits et de vibrations apparaissant lorsque le navire atteint la vitesse de 18 nœuds. Ces nouvelles pales permettent ainsi d'atténuer ce problème.
Le 28 décembre 1999, alors que de violentes tempêtes sévissent un peu partout en Europe, le Napoléon Bonaparte, avec 1 500 passagers à son bord, se voit empêché d'accoster au port d'Ajaccio, à l'instar des cargos Scandola et Santa Regina de La Méridionale. En raison des conditions météorologiques très dégradées, les trois navires voient leurs nombreuses tentatives d'accostage échouer. En conséquence, les passagers du Napoléon Bonaparte se verront offrir successivement les repas du déjeuner et du dîner. Le navire accostera finalement à Ajaccio près de 36 heures après son départ de Marseille.
Le 20 septembre 2000, alors qu'il effectue une traversée entre Ajaccio et Marseille, le navire se déroute à 0h20 afin de porter assistance au voilier Roxane, en difficulté au large de l'île du Levant après avoir subi une avarie au niveau du safran. Une fois le contact établi avec le CrossMed et le voilier, le Napoléon Bonaparte récupère le skipper à 1h38 en raison de la menace d’une dégradation imminente des conditions.

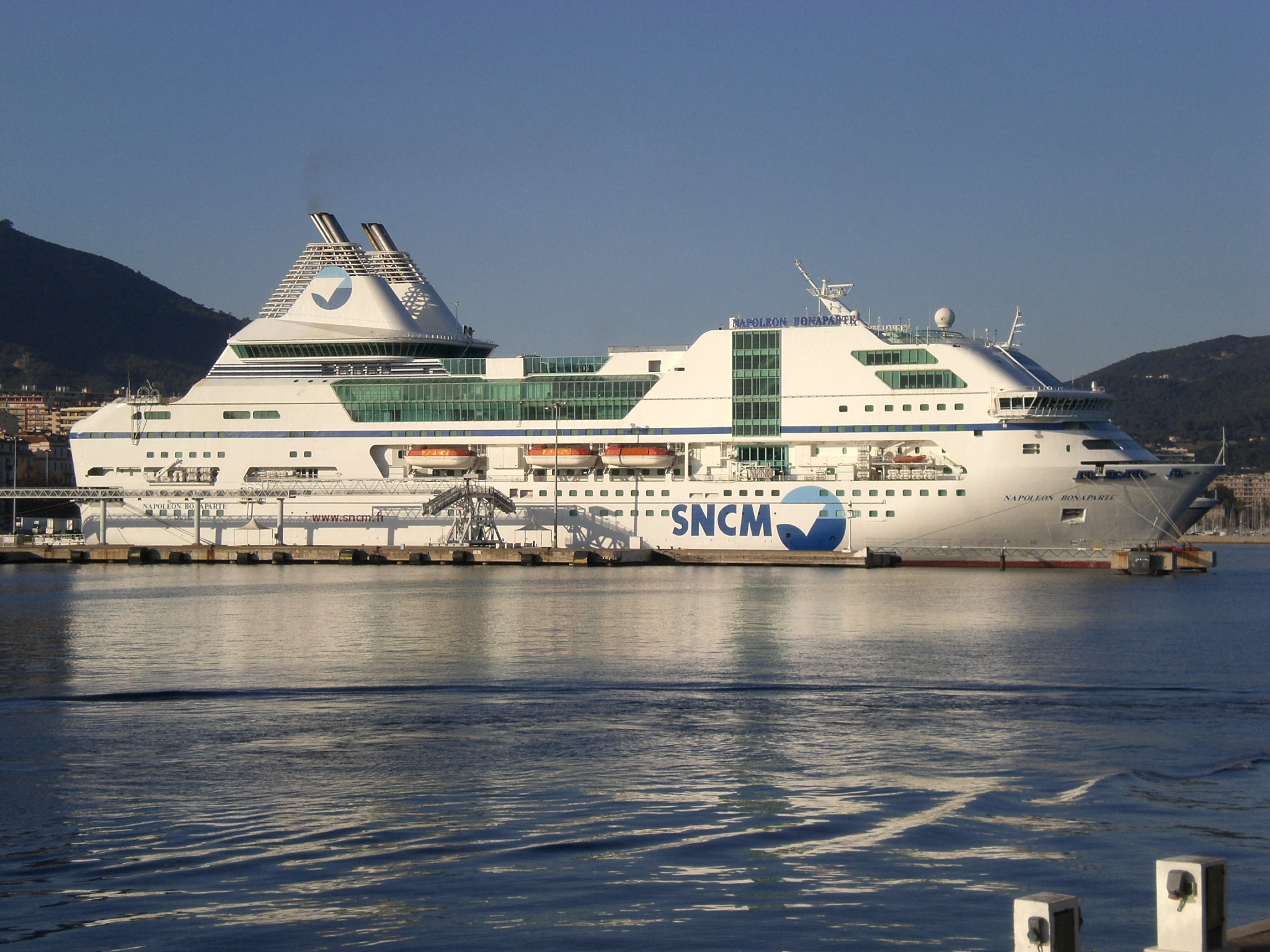
Le Napoléon Bonaparte sous les couleurs de la SNCM.

En 2005, à l'occasion de son arrêt technique, le Napoléon Bonaparte est repeint aux nouvelles couleurs de la SNCM. La bande bleue turquoise bordant les hublots du pont 8 est repeinte avec un bleu plus foncé tandis que la bande située sous le pont 6 est effacée. L'inscription SNCM Ferryterranée sur la coque du navire est également retirée au profit du seul logo SNCM qui est déplacé vers l'avant. À la suite de ces modifications, le cruise-ferry sort de forme le 1er avril.
Du 6 au 9 décembre 2010, le Napoléon Bonaparte est mis à disposition dans le cadre d'un exercice anti-terroriste. Celui-ci débute dans la nuit du 6 au 7 décembre, lorsqu'un groupe de terroristes investit le navire transportant 276 passagers à son bord. La prise d'otage dure 48 heures avant que le GIGN et les commandos Marine n'interviennent et libèrent le navire. Finalement, l'exercice s'achève par 22 tués au cours de fusillades et 14 blessés, parmi les 231 figurants et 85 membres d’équipage, soit un total d'environ 550 participants. Cet exercice aux dimensions exceptionnelles avait été organisé afin de mesurer l'efficacité des forces françaises dans un contexte de la recrudescence d'actes terroristes mais avant tout en vue des Jeux olympiques de Londres en 2012 où le trafic transmanche entre le Royaume-Uni et la France sera très important.
Le 26 aout 2011, alors qu'il réalise sa manœuvre d'accostage, le Napoléon Bonaparte est heurté sur bâbord par le Girolata de La Méridionale qui accostait lui aussi à proximité, occasionnant la destruction de l'embarcation de sauvetage n°3. Le cruise-ferry peut cependant reprendre la mer dès le lendemain de cet accident.
Le 29 septembre 2012 dans la soirée, le Napoléon Bonaparte appareille d'Ajaccio. Ce sera la dernière fois que le navire quittera son port d'attache ainsi que la Corse. Le lendemain à 7h30, le cruise-ferry arrive à Marseille et achève ce qui sera son ultime voyage pour le compte de la SNCM. Devant être désarmé pour l'hiver, il est amarré au poste 116, le long de la digue du Large.

#### Avarie du 27 octobre 2012

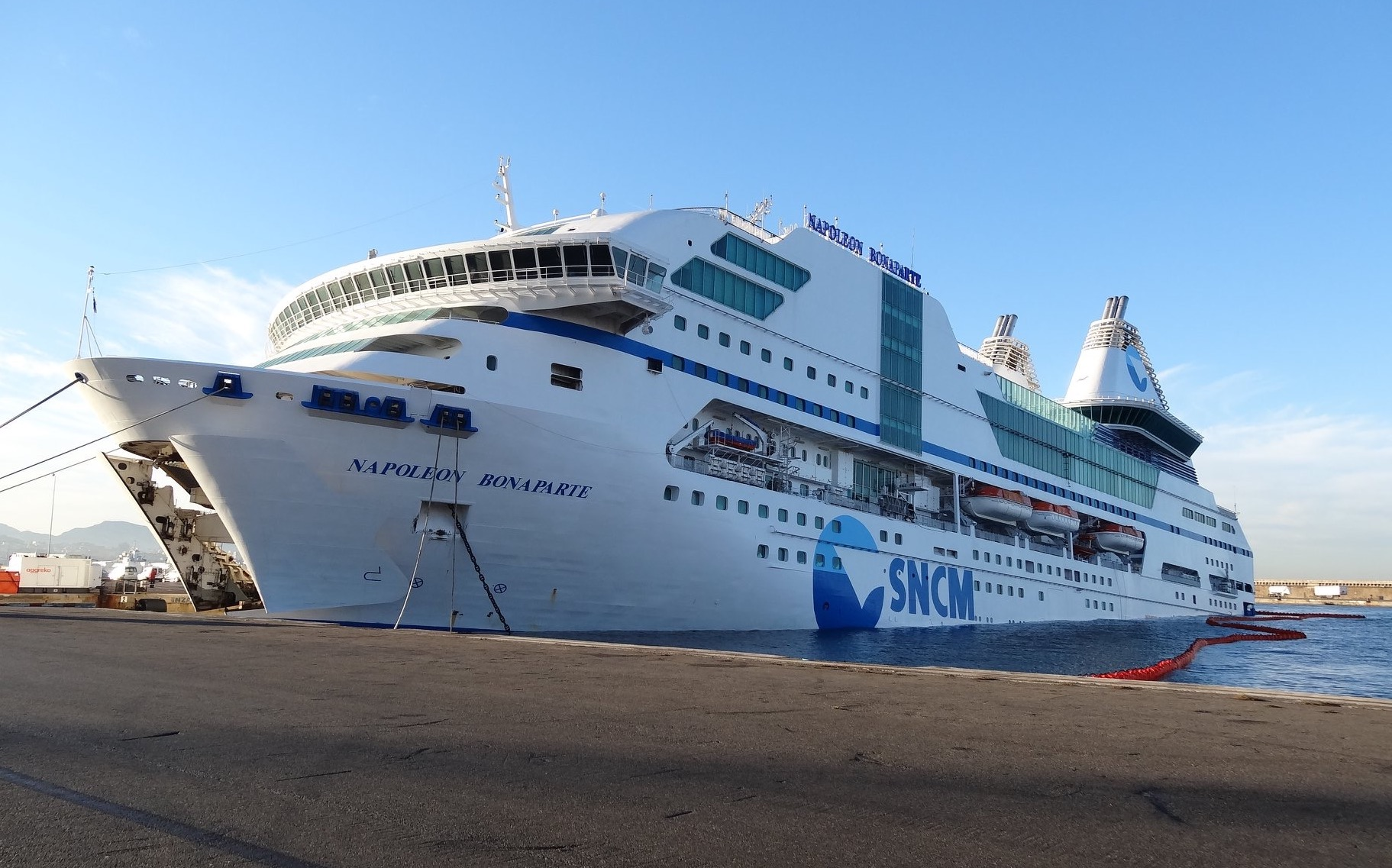
Le Napoléon Bonaparte échoué dans le port de Marseille après son accident.

Le 27 octobre 2012, alors que le Napoléon Bonaparte est désarmé au poste 116 de la digue du Large du port de Marseille, un violent mistral, annoncé pour les journées du 27 et 28 octobre, commence à sévir sur la cité phocéenne. Comme le veut la procédure durant l'hivernage, l'amarrage du navire est renforcé, les deux ancres mouillées avec notamment celle de bâbord fixée à une bitte d'amarrage par un câble en acier. En prévision de la dégradation des conditions météorologiques, des effectifs supplémentaires sont même appelés en renfort de l'équipage réduit habituel du navire désarmé. Dans la soirée du 27 octobre, face à l'intensification d'un vent de nord-ouest tournant à l'ouest de façon inhabituelle, l'équipage active les propulseurs d'étrave afin de plaquer le navire contre le quai. Malgré cela, sous la violence de ces rafales atteignant près de 150 km/h, les premières amarres cèdent à la proue. Alors que le navire commence à s'écarter du quai, un remorqueur est dépêché, mais malgré ce dispositif, le Napoléon Bonaparte continue à s'éloigner du quai et les amarres arrière rompent à leur tour. Privé de toute énergie et balloté par les violentes rafales en raison de son importante prise au vent, le cruise-ferry effectue un quart de tour et traverse le bassin de la Pinède avant de heurter sur tribord à la poupe le quai du poste 40. Le choc occasionne une brèche sous la ligne de flottaison provoquant une importante voie d'eau au niveau du compartiment des moteurs principaux et de celui des groupes électrogènes. Le lendemain matin, alors que le vent est toujours aussi violent, le navire accuse une gîte de 20° sur tribord. Sous l'action de deux remorqueurs, il est plaqué contre le quai tandis que sa poupe s'enfonce et finit par s'échouer au fond du port.
Immédiatement après l'incident, la direction de la SNCM fait part de son intention de renflouer le navire ainsi que de sa volonté de le remettre en état. Mais devant l'étendue des dégâts subit par le Napoléon Bonaparte, nécessitant une immobilisation prolongée, mais surtout pour pallier son indisponibilité et assurer les traversées qu'il devait effectuer, la compagnie affrète pendant dix-huit mois le cruise-ferry Excelsior à l'armateur italien Grandi Navi Veloci.
Une fois la brèche obstruée par la soudure d'une tôle, les autorités procèdent par la suite pompage de l'eau s'étant engouffrée dans le navire. Effectuée par la société néerlandaise Svitzer, spécialisée dans le renflouage, cette opération va s'avérer particulièrement délicate afin de préserver l'intégrité du navire. Elle sera menée à bien après une préparation du navire, notamment afin d’éviter tout phénomène de carène liquide qui pourrait provoquer son chavirage. À partir du 11 décembre, les parties immergées du navire amiral de la SNCM commencent à réapparaitre et le cruise-ferry est définitivement remis à flot peu avant Noël. En prévision de son transfert en cale sèche, tout ce qui a été en contact avec l'eau de mer est rincé à l'eau douce et les parties mécaniques sont huilées.
Le 9 janvier 2013, le Napoléon Bonaparte est remorqué jusque dans la forme 8 où la brèche est colmatée puis le navire est expertisé afin d'évaluer l'étendue des travaux. Après avoir été déplacé dans la forme 10 le 24 janvier, ses moteurs sont démontés par l'entreprise Sud Moteur pour expertise. Un appel d'offres est ensuite lancé en vue de la réparation du cruise-ferry auquel six entreprises répondent. La durée des travaux est alors estimée à une dizaine de mois.
Mais au cours de l'année 2013, la SNCM se retrouve en proie à d'importantes difficultés en raison d'une décision de justice sommant la compagnie de rembourser 220 millions d'euros d'aides publiques jugées illégales. Cette conjoncture délicate réduit ainsi les chances de revoir un jour le navire naviguer sous les couleurs de la SNCM, d'autant plus que la compagnie a plusieurs fois par le passé fait part de son intention de céder le cruise-ferry, et ce, avant même l'accident. Devant le coût des réparations bien trop élevé et la situation tendant à se dégrader, le Napoléon Bonaparte est vendu le 18 février 2014 à la compagnie d'assurance de la SNCM pour la somme de 60 millions d'euros, puis est racheté par le groupe italo-suisse Mediterranean Shipping Company (MSC) le 10 avril 2014 pour la somme de 7 millions d'euros.

#### Grandi Navi Veloci (depuis 2015)
Rebaptisé Rhapsody, le navire quitte définitivement Marseille le 8 mai 2014 en remorque du Castelo de Sines pour Naples,. Après de longs mois de réparation et un passage en cale sèche à Gênes en juillet 2015, le navire rejoint la flotte de la compagnie italienne Grandi Navi Veloci (GNV), filiale du groupe MSC,. Les réparations achevés le Rhapsody rejoint la mer Adriatique et reprend pour la première fois la mer depuis son accident le 8 août 2015 sur la nouvelle ligne de GNV reliant l'Italie et l'Albanie,.
En mars 2016, le Rhapsody rejoint la ville de Dakhla au Sahara occidental dans le cadre de la 27e édition du Forum Crans Montana. Le navire sert alors de centre de conférences. Le navire y refera escale en mars 2018 dans les mêmes circonstances, avec cette fois-ci une mini-croisière vers Casablanca et une soirée de gala à bord.
Tout d'abord enregistré sous pavillon maltais en avril 2014, le Rhapsody passera finalement sous pavillon italien en mars 2016.
Dans le cadre du Sommet du G7 de 2017 se tenant à Taormine, en Sicile, le Rhapsody est utilisé pour loger les effectifs de la Police nationale, des Carabiniers et de la Garde des finances les 26 et 27 mai 2017. Le navire initialement choisi par les autorités italiennes était le Splendid, cependant, celui-ci ne proposait pas assez de cabines pour l'ensemble des hommes. Le choix se portera finalement sur le Rhapsody doté de 555 cabines pouvant héberger la totalité des forces armées.
Au cours de la saison estivale 2017, le Rhapsody est affecté sur la Sardaigne au départ de Gênes à destination de Porto Torres, port qu'il fréquentait régulièrement lors de sa carrière sous les couleurs de la SNCM.
En raison du Référendum de 2017 sur l'indépendance de la Catalogne, du 1er octobre, les autorités espagnoles renforcent la sécurité en déplaçant des forces de la Guardia Civil pour l'occasion. Le Rhapsody est alors employé comme hôtel flottant à Barcelone afin de loger les forces de l'ordre avec deux autres navires, le GNV Azzurra et le Moby Dada de la compagnie Moby Lines.
Le 9 janvier 2018, le navire revient pour la première fois à Marseille depuis sa vente afin d’y effectuer son arrêt technique dans la forme 10. Une fois l’arrêt technique achevé, le 7 mars, le cruise-ferry rejoint Dakhla au Maroc afin d’héberger 600 participants du Forum Crans Montana. De retour en Italie, il navigue temporairement sur les lignes Gênes - Tunis et Gênes - Barcelone - Tanger afin de pallier les arrêts techniques des navires y étant habituellement affectés.

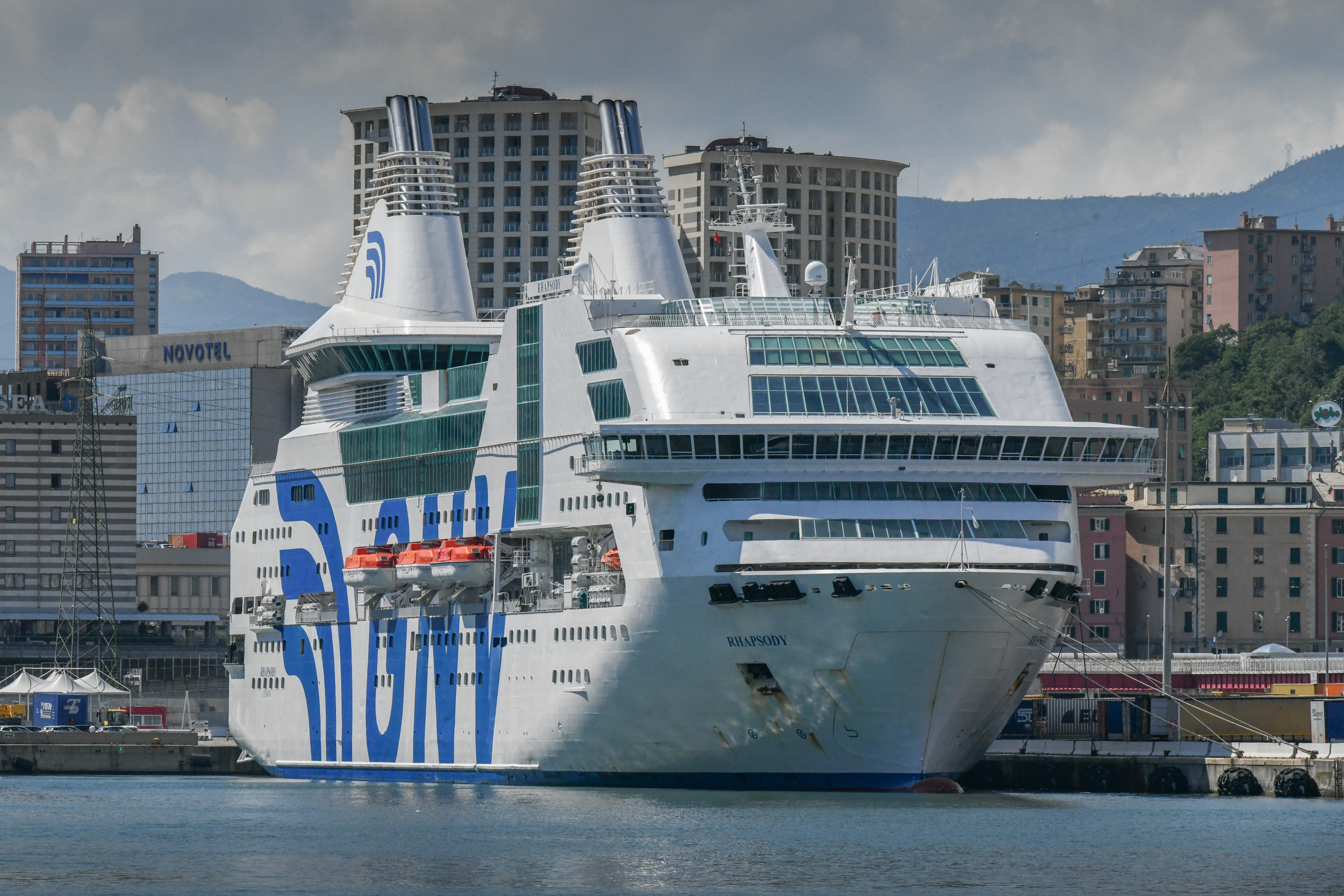
Le Rhapsody à Gênes en 2018.

Lors de la saison 2018, le Rhapsody est de nouveau affecté entre Gênes et Porto Torres. À l'issue de celle-ci, il est, comme à l'accoutumée, désarmé en octobre.
En novembre, le cruise-ferry est affrété par Norwegian Cruise Line pour servir d'hôtel flottant à Freeport aux Bahamas afin d'héberger les équipages de ses paquebots durant leurs arrêts techniques. Le navire quitte donc Gênes le 3 novembre et escale tout d'abord le 5 aux îles Canaries à Las Palmas de Gran Canaria afin de se réapprovisionner en carburant puis quitte l'archipel dans la soirée, entament de ce fait sa première traversée transatlantique. Il atteint les Bahamas le 16 novembre et s'amarre aux chantiers de Freeport. Au terme de sa mission, le Rhapsody quitte l'archipel le 19 mars 2019. Après avoir traversé de nouveau l'Atlantique durant une dizaine de jours, le cruise-ferry arrive au port de Gênes le 3 avril aux alentours d'une heure du matin.
Durant la saison estivale 2019, le cruise-ferry arbore sur ses flancs une livrée promotionnelle de la tournée du chanteur de rock italien Vasco Rossi. Le 17 juin, il réalise une traversée exceptionnelle entre Gênes et Cagliari où se tient l'un des concerts de l'artiste. Sa livrée habituelle est repeinte sur sa coque au cours de son arrêt technique au début du mois d'octobre. À l'issue de celui-ci, il est utilisé comme hôtel flottant à Marseille afin d'héberger les ouvriers du chantier naval.
Le 27 février 2020, alors que le navire achève une traversée entre Tunis et Gênes, un passager tunisien est testé positif au Covid-19. Le Rhapsody est alors immobilisé à Gênes et 65 membres de l'équipage sont placés en quarantaine,.
Devant le rétablissement progressif de la situation après la première vague de la pandémie de Covid-19, le navire assure ses traversées entre Gênes et Porto Torres sans incident notable durant la saison estivale 2020. À l'issue de celle-ci, au début du mois de septembre, il est utilisé, à l'instar d'autres navires de la flotte de GNV, comme centre de quarantaine flottant afin d'isoler les clandestins africains arrivant en Sicile, potentiellement atteints par le virus.

## Aménagements
Le Rhapsody possède 13 ponts. Les locaux passagers se situent sur les ponts 3 à 12 et ceux de l'équipage occupent majoritairement le pont 6. Les ponts 3, 4 et 5 sont pour leur part principalement consacrés aux garages tandis que les ponts inférieurs abritent les chaudières et l'appareil propulsif.

### Locaux communs
Le Rhapsody est équipé de nombreuses installations principalement situées sur les ponts 9 et 10. Le navire possède trois bars, quatre espaces de restauration, une piscine, une discothèque, une boutique, un espace de jeux vidéo, une salle de jeux pour enfants, un salon de lecture, quatre salons fauteuils et un centre de conférences. Un soin particulier va être porté à la décoration des locaux communs ainsi qu’aux cabines. Deux cabinets d'architectes, l'un français et l'autre scandinave, ainsi que pas moins de treize artistes, peintres et sculpteur, vont contribuer à ce que ce navire offre un cadre jusque-là sans précédent sur les lignes entre la Corse et le continent. Tout va tendre pour séduire les passagers, comme en témoignent la piscine dans son décor de teck et de verre ou le piano bar entourant les cheminées. La dénomination des installations n'a pas été modifiée lorsque le navire est passé sous les couleurs de GNV.
Parmi les installations du navire, on retrouve :
- Le Galaxie : Le vaste bar-salon principal (400 places) occupant deux ponts (les 10 et 11) situé à la proue du navire qui offre une vue panoramique sur la mer avec ses larges baies vitrées, des divertissements y sont proposés suivant les traversées ;
- La Vigie : Le piano-bar (220 places) situé au pont 12 sous les cheminées, sa hauteur permet d'avoir une vue d'ensemble sur la mer ;
- Le Disco Folies  : Le bar-discothèque du navire situé au milieu tribord sur pont 10 ;
- Le Lagon : Le bar-piscine situé au milieu du navire sur le pont 10, la piscine mesure environ 12 × 4 mètres et est entourée de 3 bains à remous ;
- Le Montparnasse : L'espace de restauration rapide du navire situé au milieu du côté bâbord sur le pont 9 (190 places) ;
- Le Surf : Le self-service du navire situé au milieu tribord sur le pont 9 (310 places) ;
- La Poêle Gourmande : Le restaurant du navire situé vers la poupe du côté bâbord sur le pont 9 (190 couverts) ;
- Le Sillage d'Argent : Le restaurant gastronomique du navire situé vers la poupe sur le pont 9 (158 couverts) ;
- Les galeries du pont Lido : La galerie marchande du navire située au milieu du pont 10 ;
- Le salon de lecture : situé au milieu du pont 10 près de la galerie marchande, aménagé en salle de prières sur les lignes du Maroc de GNV ;
- Mégatronix : L'espace vidéoludique situé au milieu du pont 10 ;
- Ludipark : Salle de jeux pour enfants située au milieu du pont 10 ;
- L'Agora : La salle de conférences (300 places) située à la proue du navire au milieu du pont 9, elle peut être réservée pour y organiser des réunions ou des meetings ;

### Cabines
Le Rhapsody possède 555 cabines situées majoritairement sur le pont 8, mais également sur le pont 6, la partie arrière du pont 7, la partie avant du pont 9 ainsi que sur les ponts 5, 4 et 3, de part et d'autre du garage. Pouvant accueillir jusqu'à quatre personnes, 253 sont externes, 290 sont internes, et douze sont des suites, dont quatre possèdent un balcon. À l'exception de 32 cabines internes du pont 6, toutes sont équipées de sanitaires privés comprenant, douche, WC et lavabo. Du temps de la SNCM, l'accès aux cabines se faisait au moyen d'un digicode qui était attribué au passager à l'embarquement et modifié à chaque traversée. Depuis la reprise du navire par GNV, l'accès se fait désormais par carte magnétique. Le Rhapsody dispose également de quatre salons fauteuils situés vers la proue sur le pont 6, Dénommés Rubis, Saphire, Topaze et Emeraude.

## Caractéristiques

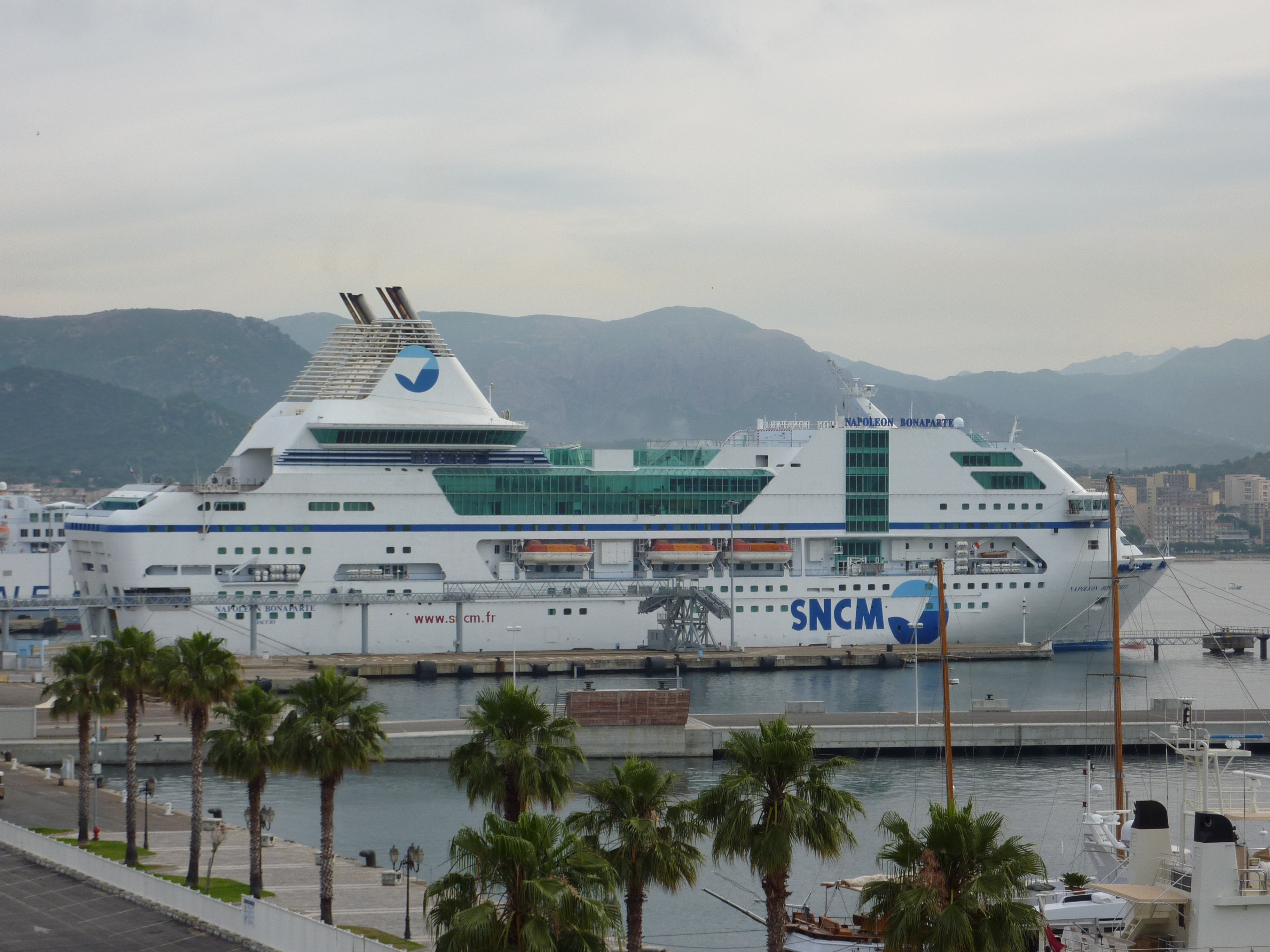
Le Napoléon Bonaparte à Ajaccio.

Le Rhapsody mesure 172 mètres de long pour 30,40 mètres de large, son tirant d'eau est de 6,70 mètres et ses cheminées culminent jusqu'à 52 mètres au-dessus de l'eau. Sa jauge brute est de 44 307 UMS. Le navire peut embarquer 2 650 passagers et possède un garage central pouvant contenir 708 véhicules répartis sur trois niveaux et accessible par deux portes-rampes arrières de 9,50 mètres de large à bâbord et 6,80 mètres à tribord et une porte rampe avant de 6,80 mètres de large avec ouverture par deux vantaux. Il est entièrement climatisé. Il possède quatre moteurs diesel semi-rapides SEMT-Pielstick 18PC2.6B, 18 cylindres en V développant une puissance de 43 092 kW entraînant deux hélices à pales orientables Lips faisant filer le bâtiment à plus de 23 nœuds. Il est également doté de deux propulseurs d'étrave d'une puissance de 1 500 kW et d'un stabilisateur anti-roulis à deux ailerons repliables SN-ACH. Le navire est pourvu de six embarcations de sauvetages fermées de grande taille prévues pour l'évacuation de 900 personnes, de nombreux radeaux et deux embarcations semi-rigides complètent les dispositifs de sauvetage.
À sa mise en service, l'ex-Napoléon Bonaparte était le plus grand car-ferry de la mer Méditerranée, et demeurera le navire à passagers français possédant la jauge brute la plus importante jusqu'à sa vente en avril 2014.

## Lignes desservies
Pour la SNCM, de 1996 à 2012, le Napoléon Bonaparte effectuait des liaisons depuis les ports de Marseille, Toulon et occasionnellement de Nice à destination de Bastia et d'Ajaccio principalement et plus rarement des autres ports corses comme Propriano ou L'Île-Rousse. Il effectuait également la desserte de la Sardaigne sur la ligne Marseille - Ajaccio - Porto Torres et Marseille - Ajaccio - Olbia et la ligne Gênes - Bastia de la filiale Corsica Marittima. En tant que navire amiral de la SNCM, le Napoléon Bonaparte va servir à plusieurs reprises d’ambassadeur de la compagnie lors de divers évènements, notamment dès sa livraison où il convoiera le Rallye de Tunisie avant même sa mise en service. Le fleuron effectuait également de courtes croisières en Méditerranée, lors des périodes d'hiver ou pour le réveillon du nouvel An. Ainsi, il n'était pas rare de voir le navire dans les ports de Civitavecchia, Naples, Livourne, Portoferraio, Palerme, Tunis, Barcelone, Valence, Majorque, Minorque, Ibiza, Nice ou Monaco. Pour les croisières, la SNCM limitait volontairement le nombre de passagers à 750 personnes pour une ambiance plus conviviale.
Pour Grandi Navi Veloci, le navire va être tout d'abord employé entre l'Italie et Albanie sur la ligne saisonnière Bari - Durres durant les étés 2015 et 2016. Depuis l'été 2017, le Rhapsody est positionné entre l'Italie continentale et la Sardaigne, dans un premier temps sur la ligne saisonnière reliant Gênes et Porto Torres puis à partir de 2022 sur la liaison entre Gênes et Olbia. Hors saison estivale, le navire dessert également d'autres lignes de GNV vers l'Espagne, le Maroc, la Sicile ou la Tunisie.